# アブシシン酸
アブシシン酸（アブシシンさん、アブシジン酸、英: abscisic acid、ABA）は、植物ホルモンの一種。構造的にはセスキテルペンに属する。休眠や生長抑制、気孔の閉鎖などを誘導する。また乾燥などのストレスに対応して合成されることから「ストレスホルモン」とも呼ばれる。分子式C15H20O4。CAS登録番号は [21293-29-8]。

## 発見および命名の歴史
植物の休眠・生長抑制物質に関する研究は1950年代から1960年代にかけて精力的に行われた。
1961年、LiuとCarnsはワタの葉柄から単離した落葉促進物質をabscission（葉などの離脱）にちなみ「アブシシン (abscisin)」と命名した。1963年には大熊和彦らがワタ未熟果実から同様の物質を単離し「アブシシンII (abscisin II)」と命名した。同じく1963年に、イーグルス (Eagles) とウェアイング (Wareing) は、ヨーロッパダケカンバ (Betula pubescens) に含まれる出芽休眠物質を「ドルミン（dormin）」（休眠 dormancy にちなむ）と命名した。
1965年に、アブシシンIIの構造がアディコット (Addicott) らによって提唱され、同年にコーンフォース (Cornforth) らは、カエデ葉からドルミンを単離し、構造解析および全合成によってアブシシンIIと同一物質であることを明らかにした。絶対立体配置はコーンフォースらによって1967年に決定された。
名称の混用を避けるために、1967年の第6回国際植物生長物質会議 (IPGSA) において、化合物名を「Abscisic acid（アブシシン酸）」、略称を「ABA」と統一することとなった。
なお、現在では、正式な日本語表記は「アブシシン酸」であるとされているが、「アブシジン酸」「アブサイシン酸」と呼ばれることも依然として多くある。

## 主な生理作用
気孔の閉鎖と乾燥耐性の獲得
植物は水ストレスに晒されると、体内の水分を保つために気孔を閉鎖し蒸散を抑えることが知られている。アブシシン酸は気孔の閉鎖を誘導する作用を持つことが知られており、アブシシン酸の感受性や合成に欠陥を持つ突然変異株には、蒸散量が多く萎れやすい表現型を持つものが多く存在する。高等植物では、水ストレスに晒されるとアブシシン酸を体内に蓄積することが知られているほか、アブシシン酸が関与する気孔閉鎖の分子メカニズムの解明も近年急速に進んできている。また、細胞の水分状態を保って生理機能を維持する働きを持つタンパク質（LEAタンパク質など）や適合溶質の蓄積を促進することで、植物の乾燥耐性を向上させる作用があると考えられている。
種子の発達と成熟の促進
アブシシン酸は種子の発達過程において、胚の形態が完成された頃に最も蓄積が見られるとされている。アブシシン酸の感受性や合成に欠陥を持つトウモロコシの突然変異体では、種子が成熟する前に穂上で発芽してしまう現象（穂発芽）が見られるものがある。これは、アブシシン酸が未熟種子の発芽を抑制し、種子成熟が正常に行われる上で必要な物質であることを示す良い例である。また、種子の貯蔵物質の中には、アブシシン酸により貯蔵が誘導されるもの（貯蔵タンパク質や脂質など）が存在することが知られている。
種子休眠の誘導
発芽が誘導される際には、発芽を促進する作用を持つ植物ホルモンであるジベレリンにより、貯蔵物質の分解が誘導されるが、アブシシン酸はこの誘導を阻害することが知られている。このように、アブシシン酸はジベレリンとは逆に、発芽を抑制する作用を持ち、休眠の誘導に重要な働きをしていると考えられている。
芽の休眠の誘導
アブシシン酸の単離には、冬眠芽を誘導する作用を持つ物質としての発見がきっかけの一つとなっているが、アブシシン酸と芽の休眠現象の関係については不明な点が多く、アブシシン酸量と休眠誘導との間に相関関係がないという報告もある。また、アブシシン酸の感受性が関与しているという報告も存在する。
器官離脱（落果、落葉など）の促進
器官離脱や老化を促進する場合もあるとされるが、この効果は必ずしも顕著ではなく、アブシシン酸の作用としては不明な点が多い。器官離脱の誘導に関してはエチレンを介した二次的な作用である可能性が高いと考えられている。

## 生合成
高等植物におけるアブシシン酸生合成は、ピルビン酸とグルタルアルデヒド3-リン酸（いわゆる非メバロン酸経路）からカロテノイド、キサントキシン、アブシシンアルデヒドを経由して合成される経路（間接経路）が主であると考えられている。合成経路のカロテノイドまでは色素体内、キサントキシンから後は細胞質内での反応である。このなかで、カロテノイドからキサントキシンが生成される反応を触媒する、9-シス-エポキシカロテノイドジオキシゲナーゼ (NCED) がアブシシン酸生合成の主な律速酵素であると考えられている。
アブシシン酸を生産する植物病原菌もいくつか知られている。これらの菌におけるABA生合成経路は植物とは異なり、メバロン酸経路によりイソペンテニル二リン酸 (IPP) を合成し、カロテノイドを経ずファルネシル二リン酸（炭素数15）からアブシシン酸を生合成する直接経路が主であるが、カロテノイド経路を持つ種もある。直接経路におけるファルネシル二リン酸以降のABA生合成は種によって様々な経路が知られている。

## 植物体内での分布、不活化
分布
アブシシン酸 (ABA) は植物体内全体に分布し、どこでも合成されうる。導管液や師管液中にもアブシシン酸が存在することから、合成場所から離れた場所にも輸送されると考えられる（例えば葉と根の間での輸送など）。環境ストレスなど（乾燥、塩、低温）に応答して、植物体内(葉、根など）に蓄積されるが、ストレス条件と合成部位の詳細な関係は明確になっていない。また、種子の発達過程において種子中に蓄積され、種子の成熟、休眠を促進することが知られている。
不活化
アブシシン酸の主要な不活性化経路は、P450の一種 ((+)-abscisic acid 8'-hydroxylase) が触媒する8'位の水酸化により8'-ヒドロキシABAとなり、さらにファゼイン酸やジヒドロファゼイン酸へと変換される反応経路であると考えられている。これ以外の不活化経路としては、7'位の水酸化、1',4'-ジオールABAへの変換、グルコシル化によるABAグルコシルエステルへの変換などが知られている。

## 受容体
2006年以降、植物においていくつかのABA受容体が報告されたが、ABAの機能に関連する役割については論争があった。2009年に、PYR/PYL/RCARタンパク質として知られるタンパク質ファミリーが、有力なABA受容体であることが報告された。
この受容体の発見をきっかけに、ABAのシグナル伝達経路の解明が急速に進んだ。通常、植物では2C型タンパク質脱リン酸化酵素 (PP2C) が、キナーゼ（リン酸化酵素）SnRK2 (SNF1-related protein kinase 2) を脱リン酸化し不活性状態としている。ABAが受容体であるPYR/PYL/RCARタンパク質に結合すると、PYR/PYL/RCARタンパク質とPP2Cが複合体を形成し、PP2Cによる脱リン酸化が外れてSnRK2が活性型となる。活性型SnRK2は下流のロイシンジッパー型転写因子をリン酸化して活性化し、ABA-responsive promoter element (ABRE) の制御下にある関連遺伝子が転写される。

## 各種植物における分布

ルヌラリン酸の構造

アブシシン酸は高等植物のほかにコケ、緑藻、また藍藻と一部の植物病原菌からも見出されており、コケと緑藻では生長抑制作用が明らかにされている。また苔類（コケ）に多量に含まれるルヌラリン酸（lunularic acid、構造がアブシジン酸にやや似る）についても類似作用が示されている。